# Budakeszi-árok
A Budakeszi-árok Budakeszitől nyugatra az időszakos Nádas-tó közelében ered, a Pest vármegye északnyugati részén. A patak forrásától kezdve déli irányban halad, átfolyik az M1-es autópálya és az M7-es autópálya alatt, valamint az 1-es főút alatt, végül keletnek fordul és Budaörs és Törökbálint határában éri el a Hosszúréti-patakot. A  Budakeszi-medence vízfolyásaként a Budaörsi-hegy és a Zsámbéki-medence tájait választja el egymástól.
A Budakeszi-árok vízgazdálkodási szempontból a Közép-Duna Vízgyűjtő-tervezési alegység működési területét képezi.

## Part menti települések
- Budakeszi
- Budaörs